# Ulsterarbetarnas strejk
Ulsterarbetarnas strejk (Ulster Workers' Council Strike, UWC) startade i Ulster 15 maj 1974. 
Strejkarna, varav en extrem majoritet utgjorde protestanter/lojalister, var emot det rådande säkerhetsläget på Nordirland och förslaget "Sunningdale Agreement" som skulle ge Irland rätt till medbestämmande över regionen. 
Strejken var unik eftersom hela det protestantiska samhället ställde sig bakom strejken. Regionen lamslogs totalt av strejken eftersom den var av stor omfattning, bensinflödet sinade och UWC stängde av strömmen under perioder. Strejken blev en symbol för den enighet som hade växt i det protestantiska samhället de senaste fem år av konflikt. Den 28 maj 1974 blåstes strejken av eftersom de hade fått sin vilja igenom. 